# Jesse Marsch
Jesse Alan Marsch (* 8. November 1973 in Racine, Wisconsin) ist ein ehemaliger US-amerikanischer Fußballspieler und heutiger -trainer. Insgesamt war er 14 Jahre als Spieler in der Major League Soccer aktiv und gewann in dieser Zeit mit seinen Mannschaften dreimal den MLS Cup und viermal den Lamar Hunt U.S. Open Cup. Anfang 2010 startete er als Co-Trainer bei der US-Nationalmannschaft, ehe eineinhalb Jahre später mit Montreal Impact seine erste Station als Cheftrainer folgte. Nach dreieinhalb Jahren bei den New York Red Bulls wurde Marsch im Sommer 2018 Co-Trainer bei RB Leipzig und wechselte ein Jahr später als Cheftrainer zum FC Red Bull Salzburg. Von Juli bis Dezember 2021 trainierte er RB Leipzig, von Februar 2022 bis Februar 2023 war er Cheftrainer von Leeds United. Seit Mai 2024 ist er Trainer der Nationalmannschaft Kanadas.

## Spielerkarriere

### Major League Soccer
Marsch spielte College-Soccer an der Princeton University, wo er 1995 in die NCAA Division I First-Team All-America Auswahl gekommen ist. Im MLS College Draft 1996 wurde er in der dritten Runde von D.C. United ausgewählt. Der damalige Co-Trainer von United, Bob Bradley, trainierte ihn bereits in Princeton.
Marsch spielte seine ersten beiden Profijahre für D.C. United, kam aber nur 15-mal zum Einsatz. 1998 wurde Bob Bradley Trainer bei Chicago Fire. Er holte Marsch im Austausch gegen A. J. Wood und einem Pick für den College Draft 1998 zu Chicago. Marsch wurde schnell zum Stammspieler innerhalb der Mannschaft und blieb bis 2005 dort. Bis zu diesem Zeitpunkt war er der meisteingesetzte Spieler des Franchises.
Nach der Saison 2005 wechselte er zu den CD Chivas USA, die ebenfalls von Bob Bradley trainiert wurden. Am 5. Februar 2010 gab er seinen Rücktritt bekannt. Marsch ist einer von drei Spielern, die in den ersten 14 Spielzeiten der MLS aktiv waren.

### Nationalmannschaft
Marsch war zweimal für die Nationalmannschaft der USA aktiv. Sein Debüt gab er am 11. November 2001 im Spiel gegen Trinidad und Tobago, welches im Rahmen der Qualifikation für die Fußball-Weltmeisterschaft 2002 ausgetragen wurde. Er ersetzte in der 82. Minute Joe-Max Moore. Sein zweites Spiel fand am 2. Juni 2007 statt, er wurde wiederum eingewechselt.

## Trainerkarriere

### Anfänge
Nach seinem Karriereende als aktiver Spieler wurde Marsch im Februar 2010 Co-Trainer von Bob Bradley bei der Nationalmannschaft der USA.
Im August 2011 verpflichtete ihn Montreal Impact als Cheftrainer ab der Saison 2012. In der Debütsaison in der Major League Soccer führte er das Franchise zum 7. Platz in der Eastern Conference, womit die Play-offs verpasst wurden. Nach der Saison verließ Marsch das Franchise.
Ab August 2013 arbeitete Marsch als Co-Trainer bei den Princeton Tigers, der Mannschaft der Princeton University.

### New York Red Bulls
Im Januar 2015 kehrte Marsch als Cheftrainer in die Major League Soccer zurück und übernahm als Nachfolger von Mike Petke die New York Red Bulls. In der Saison 2015 gewann man mit 60 Punkten in der Eastern Conference den MLS Supporters’ Shield als gesamtbeste Mannschaft der regulären Saison. In den Play-offs scheiterte man allerdings im Conference-Finale an der Columbus Crew. Für seine Leistungen wurde Marsch als MLS-Trainer der Saison ausgezeichnet.
In der Saison 2016 erfolgte der erneute Gewinn der Eastern Conference, allerdings wurde man in der Gesamttabelle hinter dem FC Dallas und den Colorado Rapids aus der Western Conference nur Dritter. In den Play-offs scheiterte seine Mannschaft erneut im Conference-Halbfinale, dieses Mal an seinem ehemaligen Arbeitgeber Montreal Impact.
Die Saison 2017 verlief mit dem 6. Platz in der Eastern Conference weniger erfolgreich, jedoch genügte dieser für den Einzug in die Play-offs, in denen man gegen den Toronto FC zum dritten Mal in Folge im Conference-Halbfinale ausschied.
In der Saison 2018 gab Marsch das Franchise von Red Bull nach dem 18. Spieltag im Juli 2018 an Chris Armas ab.

### Über RB Leipzig zum FC Red Bull Salzburg
Zur Saison 2018/19 wurde Marsch beim Bundesligisten RB Leipzig neben Robert Klauß und Lars Kornetka Co-Trainer von Ralf Rangnick, der in Personalunion auch Sportdirektor war. Das Trainerteam erreichte mit dem 3. Platz die Qualifikation für die Champions League sowie das Finale des DFB-Pokals, in dem man gegen den FC Bayern München verlor.
Nach der Saison verließ Rangnick den Verein und Julian Nagelsmann wurde neuer Cheftrainer. Marsch hingegen wechselte zur Saison 2019/20 als Cheftrainer in die österreichische Bundesliga zum FC Red Bull Salzburg und löste dort Marco Rose ab, der zu Borussia Mönchengladbach gewechselt war. Der Vertrag lief über drei Jahre. Marsch wurde mit der Mannschaft österreichischer Meister und gewann zudem den ÖFB-Cup. In der Champions-League-Gruppenphase wurde die Mannschaft um Erling Haaland und Takumi Minamino hinter dem FC Liverpool und der SSC Neapel sowie vor dem KRC Genk Dritter und spielte in der Europa League weiter. Gegen den Titelverteidiger aus Liverpool verlor man in Anfield nur knapp mit 3:4. In der Europa League scheiterte man jedoch direkt im Sechzehntelfinale an Eintracht Frankfurt.

### Rückkehr zu RB Leipzig

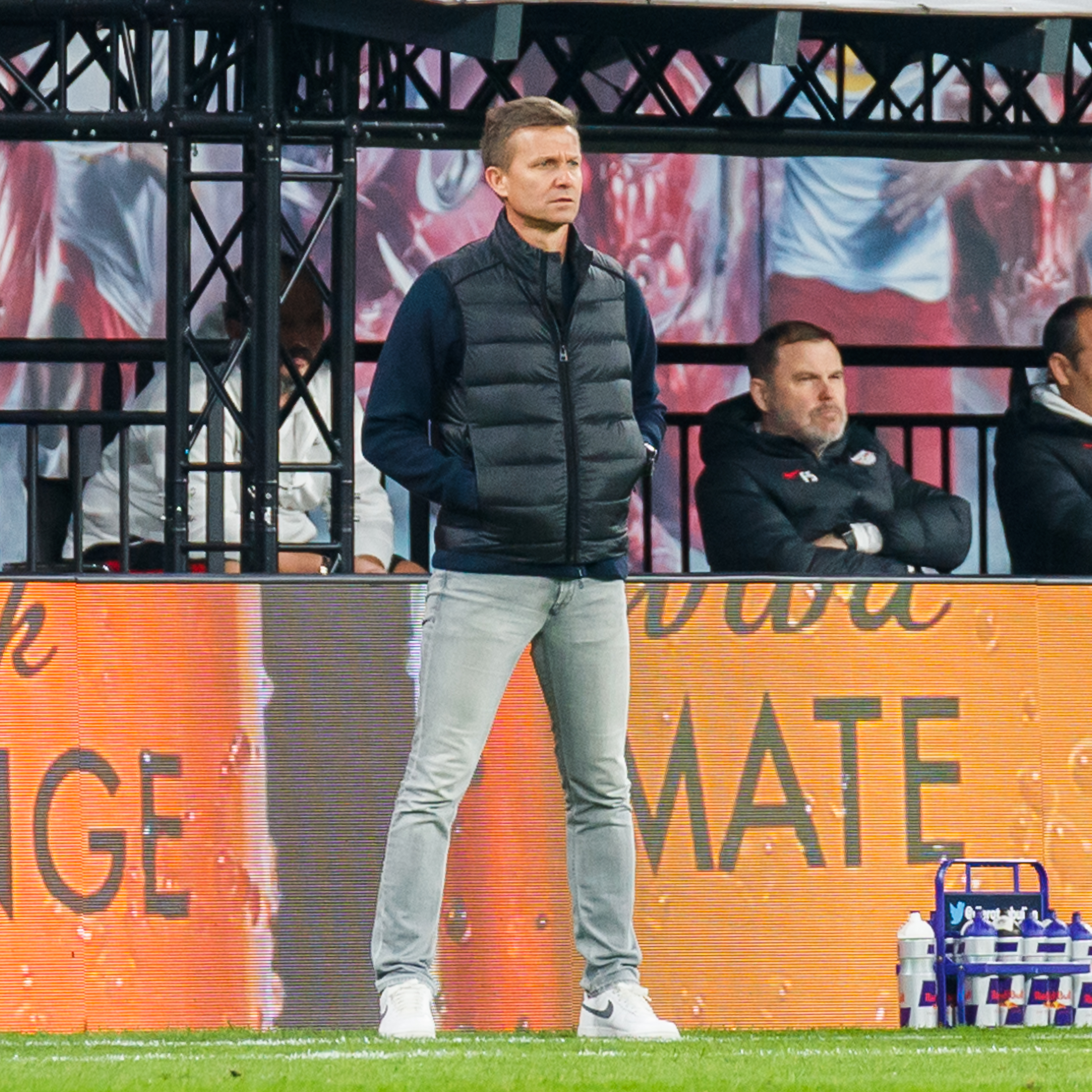
Marsch als Trainer von RB Leipzig (2021)

Zur Saison 2021/22 kehrte Marsch als Cheftrainer zu RB Leipzig zurück. Er unterschrieb einen Vertrag bis zum 30. Juni 2023 und folgte auf Julian Nagelsmann, der zum FC Bayern München gewechselt war. Bereits Anfang Dezember 2021 trennte sich der Verein wieder von Marsch. Die Mannschaft hatte nach dem 14. Spieltag sechs Mal verloren – davon zuletzt drei Mal in Folge – und stand mit 18 Punkten auf dem 11. Platz. In der Champions League war man in einer Gruppe mit Manchester City, Paris Saint-Germain und dem FC Brügge bereits vor dem letzten Spieltag ausgeschieden und hatte nur noch Chancen, über den 3. Platz in die K.-o.-Phase der Europa League einzuziehen. Laut dem Geschäftsführer Oliver Mintzlaff sei Marsch schon nach dem 7. und 10. Spiel auf die Vereinsführung zugekommen und habe berichtet, dass er nicht wisse, ob er der richtige Trainer für diese Mannschaft sei.

### Leeds United
Am 28. Februar 2022 wurde Jesse Marsch zum neuen Trainer von Leeds United als Nachfolger von Marcelo Bielsa ernannt. Nachdem am letzten Spieltag der Saison 2021/22 durch einen 2:1-Erfolg über den FC Brentford der Klassenerhalt gelang, befand sich das Team auch in der anschließenden Spielzeit 2022/23 im Abstiegskampf. Nach sieben Ligaspielen ohne Sieg wurde Marsch Anfang Februar 2023 wieder entlassen, Leeds United stand zu diesem Zeitpunkt mit 18 Punkten aus 20 Spielen nur aufgrund der besseren Tordifferenz nicht auf einem Abstiegsplatz.

### Kanadische Nationalmannschaft
Seit Mai 2024 ist er Nationaltrainer Kanadas. Mithilfe einer Co-Finanzierung der MLS-Teams Vancouver Whitecaps, Toronto FC und CF Montreal besteht das Engagement.

## Erfolge und Auszeichnungen

### Erfolge
Als Spieler:
- MLS Cup: 1996, 1997 (D.C. United), 1998 (Chicago Fire)
- Lamar Hunt U.S. Open Cup: 1996 (D.C. United), 1998, 2000, 2003 (Chicago Fire)
- Supporters Shield: 1997 (D.C. United)

Als Trainer:
- Österreichischer Meister: 2020, 2021 (FC Red Bull Salzburg)
- ÖFB-Cup-Sieger: 2020, 2021 (FC Red Bull Salzburg)
- Supporters Shield: 2015 (New York Red Bulls)
- Meister der Eastern Conference der Major League Soccer: 2015, 2016  (New York Red Bulls)

### Auszeichnungen
- Trainer des Jahres der Major League Soccer: 2015